# Liga de la Costa del Pacífico 1957-58
La Temporada 1957-58 de la Liga de la Costa del Pacífico fue la 13.ª edición y comenzó el 17 de octubre de 1957.
Esta fue la última temporada de la Liga de la Costa del Pacífico, dando fin a la primera etapa de la historia del béisbol profesional Invernal en México.
Para esta campaña los equipos de Mayos de Navojoa y Ostioneros de Guaymas formaron un equipo combinado llamado Navojoa-Guaymas, el cual terminó en segundo lugar.
Los equipos de Naranjeros de Hermosillo y Yaquis de Ciudad Obregón abandonaron la competencia por las pérdidas económicas el 22 de diciembre de 1957.
La temporada finalizó el 1 de febrero de 1959, con la coronación de los Venados de Mazatlán al terminar en la primera posición en el standing.

## Sistema de competencia
Se estableció el sistema de competencia de "todos contra todos", se programó un calendario corrido sin vueltas, jugando 16 series de 4 juegos, el tercer día de cada serie habría doble juego (matutino y vespertino), resultando campeón el equipo con mayor porcentaje de ganados y perdidos (primera posición).

### Calendario
- Número de Juegos: 16 series x 4 juegos = 64 juegos

## Equipos participantes
| Liga de la Costa del Pacífico 1957-58 |           |                     |                        |                      |           |
| Equipo                                | Fundación | Mánager             | Ciudad                 | Estadio              | Capacidad |
| Cañeros de Los Mochis                 | 1947      | Daniel Ríos         | Los Mochis, Sinaloa    | Mochis               | 3,000     |
| Naranjeros de Hermosillo              | 1944      | Tomás Arroyo        | Hermosillo, Sonora     | Fernando M. Ortiz    | 5,000     |
| Navojoa-Guaymas                       | 1950      | Art Lilly           | Navojoa, Sonora        | Revolución           | 3,200     |
| Tacuarineros de Culiacán              | 1945      | Carlos Gómez        | Culiacán, Sinaloa      | General Ángel Flores | 4,000     |
| Venados de Mazatlán                   | 1945      | Guillermo Garibay   | Mazatlán, Sinaloa      | Mazatlán             | ***       |
| Yaquis de Ciudad Obregón              | 1947      | Dante Leo Cristante | Ciudad Obregón, Sonora | Álvaro Obregón       | ***       |

## Juego de Estrellas
La 16.ª edición del juego de estrellas se celebró el día martes 10 de diciembre de 1957 en el estadio Ignacio Zaragoza de Puebla ante 18,000 aficionados; un elevado de sacrificio de Leo Rodríguez en la entrada número 10 permitió al norteamericano Tom Yewcic anotar la carrera de la diferencia, la Liga de la Costa del Pacífico venció al seleccionado de la Invernal Veracruzana 7 carreras a 6.
La 17.ª edición del juego de estrellas se celebró el día martes 17 de diciembre de 1957 en el estadio Mochis. Tocó la victoria en esta ocasión al club visitante con el cerrado marcador de 2 por 1. Hasta la séptima se anotó la primera carrera producto de un doblete de Vernon Piver y triple de Mario Ariosa. En el noveno, la Veracruzana anota la segunda producto de un error de Héctor Mayer a batazo de Ariosa y sencillo de “Cañitas” Moreno. La Costa se sacudió la blanqueada en la novena entrada con otro cuadrangular de Felipe Montemayor a lanzamiento de Eddie Locke. El seleccionado de la Liga Invernal Veracruzana vence a la Liga de la Costa con marcador de 2 a 1; este sería el último juego celebrado entre ambos circuitos.

## Standing
| Equipos                  | JJ | JG | JP | JE | PCT  | JV   |
| ------------------------ | -- | -- | -- | -- | ---- | ---- |
| Venados de Mazatlán      | 63 | 41 | 21 | 1  | .661 | -    |
| Navojoa-Guaymas          | 64 | 35 | 29 | -  | .547 | 7.0  |
| Cañeros de Los Mochis    | 64 | 30 | 34 | -  | .469 | 12.0 |
| Tacuarineros de Culiacán | 64 | 23 | 40 | 1  | .365 | 18.5 |
| Naranjeros de Hermosillo | 40 | 23 | 17 | -  | .575 | 18.5 |
| Yaquis de Ciudad Obregón | 39 | 14 | 25 | -  | .359 | 27.5 |

| Campeón |

| Se retiró de la competencia |

Nota: El equipo campeón se definió por la primera posición en el standing.

Nota: Los equipos de Hermosillo y Obregón abandonaron la competencia por las perdidas económicas el 22 de diciembre de 1957. 

## Cuadro de Honor
| Equipos                  | Posición   |
| ------------------------ | ---------- |
| Venados de Mazatlán      | Campeón    |
| Navojoa-Guaymas          | Subcampeón |
| Cañeros de Los Mochis    | 3° Lugar   |
| Tacuarineros de Culiacán | 4° Lugar   |
| Naranjeros de Hermosillo | 5° Lugar   |
| Yaquis de Ciudad Obregón | 6° Lugar   |

## Serie Nacional Invernal
En esta 4.ª y última edición también se organizó la Serie Nacional Invernal Mexicana, enfrentando Venados de Mazatlán a la poderosa escuadra de Petroleros de Poza Rica, se jugó a ganar 4 de 7, los primeros tres juegos se celebraron en el Parque Jaime J. Merino de Poza Rica.  

### Standing Serie Nacional Invernal
| Equipos                 | JJ | JG | JP | PCT  | JV  |
| ----------------------- | -- | -- | -- | ---- | --- |
| Venados de Mazatlán     | 6  | 4  | 2  | .667 | -   |
| Petroleros de Poza Rica | 6  | 2  | 4  | .333 | 2.0 |

| Campeón |

### Juego 1
El martes 4 de febrero de 1958, se efectúa el primer encuentro con una entrada superior a los 10,000 aficionados y una transmisión radial a toda la república era el marco espléndido para aquel encuentro. 
Poza Rica anotó tres veces en el primer episodio donde hubo un error del cácher Buheller. En la tercera entrada Vernon Piver conectó un cuadrangular de 2 carreras acumulando las 5 del marcador. Mazatlán anotó una en el cuarto y logró tres en el octavo añadiéndole emoción al asunto. Finalmente Poza Rica obtuvo la victoria de 5 por 4.

### Juego 2
Para el segundo partido del miércoles 5 de febrero de 1958; el extranjero pitcher zurdo Pete Meza fabricó una victoria contundente de 7 por 3 sobre los Venados de Mazatlán para tomar ventaja de 2-0 en la serie. El zurdo México-americano estuvo efectivo en el montículo permitiendo 8 hits teniendo como rival al norteamericano Bob Miller, quien recibió la ayuda de Cadena y Montañé. Miller militó con Culiacán y fue tomado de refuerzo en sustitución de Jackson para la serie. Meza se dio el lujo de conectar jonrón de dos carreras para ayudar a la causa, aunque Miller también hizo lo propio en una extraña coincidencia. Una asistencia calculada en 9,000 espectadores ofreció un marco ideal para esta interesante confrontación.

### Juego 3
Al día siguiente 6 de febrero de 1958, el tercer partido de la singular confrontación sería una victoria para Mazatlán, con lo cual el equipo del puerto sinaloense evitaba una severa complicación de la serie. 
El zurdo canadiense Geo Lines sería el responsable de la loma teniendo de rival al mejor pitcher de la Liga Veracruzana en este momento, el mexicano Aarón Flores, que había concluido la temporada con un récord impecable de 13 ganados y 2 perdidos, con 9 de sus victorias logradas en forma consecutiva. Mazatlán atacó pronto a Flores explotándolo en la quinta cuando había permitido 5 carreras; Venados hizo dos más en la séptima para totalizar las 7 carreras del juego. Lines por su parte mantenía en dos carreras a los Petroleros hasta la quinta, pero en la octava permite un jonrón de Jesús Durán con dos en bases haciendo peligrar la victoria que finalmente cayó en manos de los de Sinaloa con marcador de 7 a 5, la serie se pone 2-1. 

### Juego 4
La serie se trasladó ahora a Mazatlán, el sábado 8 de febrero de 1958, con el partido 1-0 a favor de Poza Rica, en la parte baja de la quinta entrada con la casa llena Daniel Ríos negocia una base por bolas entrando Amaro con la del empate, en la misma entrada ya con dos outs y casa llena, Epitacio “La Mala Torres” descargó tremendo cuadrangular por el jardín derecho que enloqueció las tribunas. Todavía más, las cosas aún no tomaban la calma cuando el siguiente bat en turno, Felipe Montemayor, hizo lo propio enviando la bola tras la barda para mantener la histeria colectiva del respetable. En esa entrada se lograron las 6 carreras del score que permitía a Mazatlán empatar la serie 2-2.

### Juego 5
Para el día domingo 9 de febrero de 1958, se sube a la loma de los disparos por Mazatlán el norteamericano Bob Miller a fin de enfrentarse al peligroso Pete Meza. Poza Rica anotó tres carreras en la primera entrada que cayeron como balde de agua fría para los 8,000 aficionados que se dieron cita. Mazatlán no se queda atrás y rápidamente responde con otras dos carreras producto de un valioso cuadrangular de Ángel Castro con uno en bases acercándose 3-2. Dos carreras más de Venados en la cuarta permiten tomar la delantera que rápidamente recuperan los Petroleros en la sexta para llegar empatados hasta la novena enviando el juego a extrainnings. En la parte baja de la décima, todavía lanzando Meza, Daniel Ríos entra a batear por Alfredo “Yaqui” Ríos, y logra un valioso hit que impulsó a Clarence Buheller con la carrera del triunfo, dejando en el terreno a los Petroleros que lucharon al tú por tú por ganar este emotivo encuentro.

### Juego 6
Entusiasmados por el triunfo de la noche anterior, el lunes 10 de febrero de 1958 los Venados de Mazatlán logran una hazaña más en la pelota invernal mexicana al vencer a los Petroleros de Poza Rica con marcador de 11 carreras por 5, llevándose la Liga de la Costa el título por tercera ocasión en la historia. Otra vez el valioso muchacho Geo Lines mantuvo a raya al equipo petrolero aceptando una carrera en 7 episodios entrando al relevo Bob Miller. La algarabía no se hizo esperar y los aficionados llenos de alegría vitorearon a los supercampeones Venados de Mazatlán al caer el último out, sin saber que sería éste el último juego de una Liga que decía para siempre adiós a la pelota invernal.

## Designaciones
A continuación se muestran a los jugadores más valiosos de la temporada.
| Designación         | Ganador   | Equipo              |
| ------------------- | --------- | ------------------- |
| Jugador Más Valioso | Dick Hall | Venados de Mazatlán |